# 高麗棒子
高麗棒子是漢語對韓國人（歷史上對朝鮮人）的一种蔑稱，有時也被稱作朝鮮棒子或韓棒子或者直接簡稱棒子。

## 文獻記載
- 據日本早稻田大學藏清乾隆十六年版的《皇清職貢圖》第一冊中“朝鮮國民婦”圖後一頁載：“朝鮮國民人，俗呼為高麗棒子。”[1]

- 乾隆三十一年（1766年）来华的朝鲜使臣洪大容記載：“有乘車少婦，掀簾窺望，頗豔麗。平仲直視不回避，指點稱奇。其幫子看車者，蹲坐簾前，喃喃誶罵，平仲不知覺也。而已，有群童数十，竞呼‘高丽帮子’，吆喝而追之。余促平仲疾驰，仅以免焉。”[2]

- 已故史學家罗继祖在其所著《枫窗脞语》一書中有所論述。全錄如下：

及读王一元《辽左见闻录》，中有一则云：
朝鲜贡使从者之外，其奔走服役者，谓之“棒子”。其国妇女有淫行，即没入为官妓，所生之子曰“棒子”，不齿于齐民。鬓发蓬松，不得裹网巾；徒行万里，不得乘骑；藉草卧地，不得寝处火炕。盖国中之贱而劳者。
始知其人为私生子，世世相袭，遂自划为一阶层，略如吾浙之堕民。雍正元年曾谕令削除堕民籍而习俗仍相沿未革。
清末，商部有摺再请削除，文见杨寿枏《思冲斋文别钞》谓乃据浙江绅士、江苏候补同知卢洪昶等呈请，中言浙江堕民散处各郡不下二万余人。
予妇家萧山，曾闻堕民男女自为婚配，皆执贱役，是民国初年犹然也。彻底铲除恐在解放后。朝鲜之“棒子”当亦早返为齐民矣。

## 出處
- 房中奴僕論：南京大学历史学系黄普基认为，棒子原本應是“帮子”，在漢語裡指的是明清时期朝鲜使行团中地位低微的服役者；它从一个特定的称谓演变为“高丽棒子”这一含有贬义的泛称的历史过程，反映出的是明清时期的使团接待政策所引发的朝鲜使团与沿途的中国百姓之间的矛盾。朝鲜使团内有大量奴仆，这些人在中国境内从事盗窃、抢劫、走私、诈骗等违法活动，而明清政府对朝鲜使团又一味优待偏袒，对矛盾纠纷只处罚中国人，甚至要求中国居民出财物迎接朝鲜使团。[3][4]另外，中國人所謂的「幫子」一詞正寫應為「房子（韓語：방자）」，指奴婢[5]，為「房子內人」的簡稱。而韓語「房子」與漢語「幫子」、「棒子」音近，故訛為「棒子」。

- 手持棍棒論：据韩国中国研究所副所长刘光钟的说法，清末開始，日本人開始向中國東北進行大規模滲透和殖民，這一情況在九一八中國東北淪陷後更是達到頂峰。而要進行殖民最重要的就是移民，尤其初期日本在華人員多數是軍人，沒有多少人對占領區進行日常統治和管理。但限於日本本國自然狀況，也因路途遙遠和經費等問題，所以從日本本土不可能調來足夠的移民。於是，日本就從先前被占领的朝鮮半島徵調大量人來華，這些朝鮮人來華後行為相當不端，被當地華人稱為“二鬼子”。同時日本人對朝鮮人並不信任，所以這些朝鮮警察手裡沒有得到日方給予的任何武器，甚至不如中國的警察（警察有一根警棍），這些人就用朝鮮婦女洗衣服的洗衣棒當打人的武器，遠比日本人兇惡，所以當地老百姓背地叫他們高麗棒子。[6]